# Gouvernement de Nicolas Grunitzky (1)
Pour les articles homonymes, voir Gouvernement de Nicolas Grunitzky.
Le décret n°63-65 du 14 mai 1963 relatif à la composition du gouvernement fixe les attributions des portefeuils ministériels comme suit :

## Composition

### Ministres
- Nicolas Grunitzky, Président de la République, Ministre de l'Intérieur et Ministre de la Défense
- Antoine Meatchi, Vice-président de la République, Ministre des Finances et de l'Économie et du Plan
- Georges Apedo-Amah, Ministre des Affaires étrangères
- André Kuévidjen, Ministre de la Justice
- Samuel Aquéréburu, Ministre des Travaux publics, des Transports et des Postes et télécommunications
- Ombri Pana, Ministre de la Fonction publique, du Travail et des Affaires sociales
- Pierre Adossala, Ministre de l'Éducation nationale
- Firmin Abalo, Ministre de l'Économie rurale (Agriculture, Élevage, Eaux et Forêts)
- Mawupé Valentin Vovor, Ministre de la Santé publique
- Jean Agbémégnan, Ministre du Commerce et de l'Industrie
- Salomon Atayi, Ministre de l'Information

### Ministre délégué
- Fousséni Mama, Ministre délégué à la présidence